# Че Мун Шик
Че Мун Шик (1925, Mungyung, Северная Кенсан, Японская Корея — 26 июня 2010, Сеул, Южная Корея) — председатель Национального собрания Южной Кореи (1983—1985).

## Биография
Окончил отделение политических наук Сеульского национального университета.
В 1971 г. был избран в Национальное Собрание от Новой демократической партии.
В 1983—1985 гг. — председатель Национального собрания Южной Кореи.
Являлся президентом парламентского Общества Дружбы «Южная Корея-Нидерланды».